# Milan Kocourek
Milan Kocourek (* 6. prosince 1987, Brno) je český atlet, který běhá za AK Kroměříž.

## Kariéra
Jeho kariéra začala v roce 2003, kdy si všiml, při hodině tělesné výchovy, jeho běžeckých kvalit učitel. Následně byl vyslán na školní přebor v přespolním běhu, kde ukázal své dobré kvality v krosovém terénu, následovala nominace do atletického B-týmu na středoškolském atletickém poháru v okresním kole. Poté jej Jiří Sequent, trenér brněnského Athletic Runners Club, nominoval do týmu ARC.
Po dvou měsících tréninku se zúčastnil Mistrovství Moravy a Slezska v kategorii dorostenců, kde zaběhl 1500m za 4:24,31. Díky stříbru, které zde získal, se kvalifikoval na evropské hry ISF v Miláně, které se konaly v květnu 2004. Zde si vylepšil svůj čas na 4:12,83.
O několik měsíců později byl nominován do atletické reprezentace dorostenců a zúčastnil se několika mezinárodních závodů. V roce 2006 se zúčastnil mezinárodního krosového závodu u Milána, kde získal bronzovou medaili v kategorii junioři. Dalším velkým úspěchem bylo vítězství na Mistrovství ČR v juniorském krosovém závodě, které mu zaručilo účast na Mistrovství Evropy v přespolním běhu v italském San Giorgiu. Zde se z celkového počtu 107 běžců umístil na 18. místě, což byl zatím nejlepší výsledek české reprezentace v historii evropských šampionátů.
Mistrovství ČR v přespolním běhu ve Frýdku-Místku 17. března 2007 znamenalo pro něj první vystoupení v kategorii mužů. Zde získal po taktice start–cíl zlatou medaili. Pokořil i obhájce z roku 2006 Róberta Štefka.
17. srpna 2007 se zúčastnil velké ceny Slatiňan. První doběhl keňský závodník Henry Kosgei. Poté následoval Kocourek, který porazil druhého keňského závodníka Dicksona Kimutaie.
Díky úspěchu na Mistrovství Evropy v přespolním běhu, byl jako jediný český atlet nominován na Mistrovství světa v krosu v keňské Mombase v březnu 2007. Z celkového počtu 168 závodníků se Kocourek umístil na 128. místě.
V září 2007 se zúčastnil Mistrovství ČR v atletice do 22 let v Jablonci nad Nisou, kde získal v běhu na 5000m a v běhu na 3000m překážek další dvě zlaté medaile do své sbírky. Následně 5. dubna 2008 při konání mistrovství České republiky v přespolním běhu, opět v Jablonci nad Nisou, získal v kategorii do 22 let a v hlavním závodě mužů dvě zlaté medaile, když doběhl systémem start–cíl.
Svoje první zlato na dráhovém Mistrovství ČR mužů vybojoval v červenci roku 2008, když zvítězil v běhu na 5000 metrů. O necelé dva měsíce později obhájil na Mistrovství ČR v atletice do 22 let obě zlaté medaile z předchozího roku na tratích 3000 metrů překážek a 5000 metrů.
V březnu roku 2009 vybojoval již svoji třetí zlatou medaili z Mistrovství ČR v přespolním běhu v Kdyni, kde zůstal poražen pouze mimo soutěž běžícím americkým vytrvalcem Ryanem Vailem. Při svém prvním dráhovém startu v tomto roce si vylepšil osobní rekord na 3000 metrů na čas 8:07,41 a zvítězil v prvním kole extraligy mužů a žen na Strahově. I v dalších dvou závodech si vytvořil nové osobní rekordy. Nejdříve na trati 3000 metrů překážek výkonem 8:48,23, čímž se nominoval na Mistrovství Evropy do 22 let. Poté i na trati dlouhé 1500 metrů časem 3:43,89 minuty.
16. července 2009 startoval na Mistrovství Evropy do 22 let v rozběhu na trati 3000 metrů překážek a obsadil sedmé nepostupové místo v čase 9:04,12 minuty.
V roce 2010 na mistrovství republiky v atletice získal dvě zlaté medaile v běhu na 1500 a 5000 metrů. Na mistrovství o rok později získal opět dvě zlaté medaile, tentokrát v běhu na 5000 metrů a 3000 metrů překážek.